# The Box (racconto)
The Box (Button, Button) è un racconto di fantascienza dello scrittore statunitense Richard Matheson pubblicato nel 1970. Il racconto è stato pubblicato in Italia per la prima volta nel 1970 con il titolo de Il pulsante
Nel 1986 ne è stato tratto un episodio della seconda serie televisiva Ai confini della realtà e nel 2009 è stato adattato per il grande schermo nel film The Box.

## Storia editoriale
Il racconto è stato pubblicato per la prima volta nel 1970 negli Stati Uniti sul numero di giugno della rivista Playboy e nello stesso anno in Italia come Il pulsante.
L'idea su cui si sviluppa il racconto venne a Matheson riflettendo su alcuni temi discussi durante il corso di psicologia frequentato dalla moglie al college, cioè cosa si sarebbe disposti a fare pur di raggiungere un obiettivo importante: nel caso dibattuto in aula, la pace nel mondo, nell'opera di Matheson, uno scopo decisamente più prosaico.
Nel gennaio del 2008 il racconto è stato incluso nell'antologia Button, Button: Uncanny Stories che nel 2009 è stata ristampata con un titolo lievemente diverso, The Box: Uncanny Stories, con il quale si è voluto richiamare il film in uscita lo stesso anno e ispirato al racconto: The Box. In Italia l'antologia è stata pubblicata nel 2010, successivamente all'uscita del film come The Box e altri racconti; in tale edizione il racconto compare con il titolo The Box.

## Trama
(Richard Matheson, The Box)
Norma Lewis, rientrando a casa trova davanti alla porta un pacco; dentro c'è una scatola di legno con un pulsante collegato. Il bottone è protetto da un vetro e da una serratura. Un biglietto sotto l'apparecchio preannuncia la visita di un incaricato che spiegherà il motivo della consegna. Norma e il marito Arthur sono perplessi e pensano a una trovata pubblicitaria fino a quando, alle otto di sera, ricevono la visita di un uomo. Il signor Steward spiega che la misteriosa organizzazione internazionale per cui lavora pagherà cinquantamila dollari se premeranno il pulsante che tuttavia causerà la morte di una persona a loro sconosciuta (nella versione italiana la cifra è un milione di dollari).
Steward consegna loro la chiave che avrebbe sbloccato la protezione di vetro del pulsante spiegando che, se premuto, avrebbe azionato una campana nell'ufficio dell'organizzazione che avrebbe provveduto a uccidere uno sconosciuto e a far avere loro il denaro pattuito. Arthur disgustato dalla proposta congeda bruscamente l'uomo restituendogli la scatola. Prima di lasciare l'appartamento Steward gli lascia il biglietto da visita. Il giorno successivo Norma contatta Steward facendosi confermare i termini della proposta. La sera la donna, rientrando dal lavoro, ritrova la scatola davanti alla porta di casa; immediatamente nasconde il congegno nell'armadio. Per il resto della serata e la mattina dopo la donna discute con il marito sulla bontà della proposta senza riuscire a convincerlo. Rimasta sola a casa Norma usa la chiave per sbloccare il pulsante premendolo con rabbia nei confronti del marito che reputa poco determinato.
La sera Norma riceve una telefonata da un ospedale che le annuncia la morte di Arthur in un incidente. La donna con orrore ricorda che sulla vita del marito era stata stipulata una polizza assicurativa il cui premio, una volta riscosso, le avrebbe fruttato esattamente cinquantamila dollari (cinquantamila dollari anche nella versione italiana).
Con rabbia la donna fracassa la scatola trovandola inspiegabilmente vuota. Il telefono squilla: è Steward che alle urla di Norma che lo accusa di non aver rispettato i patti, avendo ucciso un uomo a lei noto, risponde gelidamente che, al contrario, Norma non conosceva realmente il marito.

## Personaggi
Norma LewisLa moglie di Arthur. È lei a trovare la scatola davanti alla porta di casa e premere il pulsante, dopo aver inutilmente cercato di convincere il marito ad accettare la strana proposta.
Arthur LewisNon vuole saperne di accettare il patto che reputa immorale: non si lascia convincere, nonostante l'insistenza della moglie. Rimarrà vittima della decisione di Norma di premere il pulsante.
StewardÈ l'uomo dall'aspetto minuto ma inquietante che per conto di una misteriosa organizzazione propone alla famiglia Lewis un patto che prevede una ricca somma di denaro in cambio della morte di uno sconosciuto.

## Altri media
- Dal racconto è stato tratto l'episodio La pulsantiera, quinta puntata della prima stagione della seconda serie televisiva Ai confini della realtà (The Twilight Zone), andato in onda sul canale televisivo CBS il 7 marzo 1986; Matheson ne scrisse la sceneggiatura originale tuttavia, scontento del risultato finale del telefilm, firmò il lavoro con uno dei suoi pseudonimi: Logan Swanson.[1]
- Il racconto nel 2009 è stato trasposto cinematograficamente nel film The Box per la regia di Richard Kelly con interpreti Cameron Diaz, James Marsden e Frank Langella.[1]

## Edizioni
- (EN) Richard Matheson, Button, Button, in Playboy, giugno 1970.
- Richard Matheson, Progetto Uomo, traduzione di Maria Zavattoni, Gamma I Capolavori della Fantascienza, n. 5, De Carlo Editore, 1970.
- (EN) Richard Matheson, Button, Button, in Button, Button: Uncanny Stories, New York, Tor Books, 2008,  pp. 208, ISBN 978-0-7653-1257-0.
- (EN) Richard Matheson, Button, Button, in The Box: Uncanny Stories, New York, Tor Books, 2009,  p. 208, ISBN 978-1-4299-4627-8.
- Richard Matheson, The Box, in The Box e altri racconti, traduzione di Anna Ricci, Collezione cinema, Roma, Fanucci, 2010,  p. 182, ISBN 978-88-347-1617-5.